# カス郡 (アイオワ州)
カス郡（英: Cass County）は、アメリカ合衆国アイオワ州の南西部に位置する郡である。2010年国勢調査での人口は13,956人であり、2000年の14,684人から5.0％減少した。郡庁所在地はアトランティック市（人口7,112人）であり、同郡で人口最大の都市でもある。

## 歴史
カス郡は、ミシガン州選出のアメリカ合衆国上院議員であり、1848年大統領選挙で民主党の大統領候補になったが落選したルイス・カスにちなんで名付けられた。カス郡は1851年に現在の領域で設立され、1853年には運営が始められた。宗教的迫害を受けたヨーロッパ人が郡当初の住人になった。イリノイ州から逃げてきたモルモン教徒が初期開拓者であり、1846年にインディアンタウンの町を設立した。
インディアンタウンでは郡庁所在地を選ぶ3人の選定委員のうち2人が選ばれた。彼らが選んだ場所はインディアンタウンから1マイル (1.6 km) の場所であり、ルイスと名付けた。インディアンタウンの住人と企業の大半が、ルイスの町の区画割が行われた直後にそこに移転した。1856年、木枠組の郡庁舎が建設され、その8年後には郡財務官事務所として、小さな石造りの建物が完成した。1857年、郡庁所在地をグローブシティに移そうという動きがあったが失敗した。1869年10月20日、郡庁所在地を移転することについて住民投票にかけられ、理事会がアトランティック市を郡庁所在地と宣言し、郡役人にはそこに移るよう命じた。
1872年、アトランティック市では最初の郡庁舎が完成した。それが完成するまで、郡の役所は様々な空き家を使っていた。その10年後、2代目の郡庁舎が建設された。65,000ドルをかけた3代目の建物は1932年の火事で焼失した。火は時計塔に始まり、2階部分を全て焼き尽くした。郡の記録と設備の大半は持ち出された。
現在の4代目カス郡庁舎は1934年に完成した。これが建てられている間に郡事務所はアトランティック・モーターズ・ビルに置かれていたが、強盗が財務官の金庫を盗もうという事件が起こった。強盗たちは妨害されて逃亡したが、金は盗まれなかった。4代目の建設費は13万ドルだった。そのうち65,000ドルは郡の債券で賄った。46,500ドルは保険から、残りは連邦政府の公共事業管理局から補われた。コンクリートとレンガで造られた建物は3階建てである。1934年12月26日に落成し、祝辞を述べたのはクライド・L・ヘリング州知事だった。監督委員会が新しい監獄の増設を承認し、1984年に完成した。

## 地理
アメリカ合衆国国勢調査局に拠れば、郡域全面積は565.01平方マイル (1,463.4 km2)であり、このうち陸地564.33平方マイル (1,461.6 km2)、水域は0.68平方マイル (1.8 km2)で水域率は0.12％である。

### 主要高規格道路
| - 州間高速道路80号線 - アメリカ国道6号線 - アメリカ国道71号線 - アイオワ州道48号線 | - アイオワ州道83号線 - アイオワ州道92号線 - アイオワ州道148号線 - アイオワ州道173号線 |

### 隣接する郡
- オーデュボン郡  - 北
- アデア郡 - 東
- アダムズ郡 - 南東
- モンゴメリー郡 - 南西
- ポタワタミー郡 - 西
- シェルビー郡 - 北西

### 地理的な問題
カス郡はネブラスカ州カス郡に近く、どちらも放送をオマハから受けているので、カス郡とだけいうと曖昧さが残り、あるいは混乱を生んでいる。

## 人口動態

### 2010年国勢調査
以下は2010年国勢調査による人口統計データである。
基礎データ
- 人口: 13,956人
- 人口密度: 10人/km2（25人/mi2）
- 住居数: 6,591軒
- 使用住居: 5,980軒[5]

### 2000年国勢調査

2000人口ピラミッド

以下は2000年国勢調査による人口統計データである。
| 基礎データ - 人口: 14,684人 - 世帯数: 6,120 世帯 - 家族数: 4,094 家族 - 人口密度: 10人/km2（26人/mi2） - 住居数: 6,590軒 - 住居密度: 5軒/km2（12軒/mi2） 人種別人口構成 - 白人: 98.84% - アフリカン・アメリカン: 0.21% - ネイティブ・アメリカン: 0.12% - アジア人: 0.14% - 太平洋諸島系: 0.04% - その他の人種: 0.31% - 混血: 0.34% - ヒスパニック・ラテン系: 0.69% 年齢別人口構成 - 18歳未満: 23.8% - 18-24歳: 6.8% - 25-44歳: 24.8% - 45-64歳: 23.8% - 65歳以上: 20.8% - 年齢の中央値: 42歳 - 性比（女性100人あたり男性の人口） - 総人口: 94.3 - 18歳以上: 90.2 | 世帯と家族（対世帯数） - 18歳未満の子供がいる: 29.3% - 結婚・同居している夫婦: 56.6% - 未婚・離婚・死別女性が世帯主: 7.2% - 非家族世帯: 33.1% - 単身世帯: 29.8% - 65歳以上の老人1人暮らし: 15.9% - 平均構成人数 - 世帯: 2.32人 - 家族: 2.87人 収入と家計 - 収入の中央値 - 世帯: 32,922米ドル - 家族: 40,564米ドル - 性別 - 男性: 29,736米ドル - 女性: 20,108米ドル - 人口1人あたり収入: 17,067米ドル - 貧困線以下 - 対人口: 11.1% - 対家族数: 7.2% - 18歳未満: 14.4% - 65歳以上: 10.1% |

## 都市と町
| - アニータ - アトランティック - 郡庁所在地 | - カンバーランド - グリスウォルド | - ルイス - マーン | - マセナ - ウィオタ |

### 郡区
カス郡は16の郡区に分割されている
| - ベアグローブ - ベントン - ブライトン - カス | - エドナ - フランクリン - グラント - グローブ | - リンカーン - マセナ - ノーブル - プレザント | - パイモザ - ユニオン - ビクトリア - ワシントン |